# Гошицкий, Евгений Владимирович
Евгений Владимирович Гошицкий (3 апреля 1970, СССР) — советский и российский футболист, тренер.

## Карьера
Воспитанник омской команды «Молния». На взрослом уровне дебютировал в 1992 году в «Иртыше», который на тот момент выступал в первой лиге. По ходу сезона перешел в петропавловский «Металлист», вместе с которым принял участие в первом Чемпионате Казахстана по футболу. Всего в высшей лиге Гошицкий провел за него 18 игр. Позднее выступал за омское «Динамо», «Междуреченск» и братский «Сибиряк».
После завершения карьеры долгое время являлся тренером в СДЮШОР-20 «Динамо» (Омск). Возглавлял сборную команду «Урала и Западной Сибири» в финальных турнирах Первенства России среди команд МРО. Позднее Гошицкий перешел на работу с юниорами красноярского «Енисея».